# Iceberg (rosa)
Iceberg és una cultivar de rosa floribunda que va ser criada a Alemanya el 1958 pel prolífic roserista alemany Reimer Kordes el 1958. Ell i el seu pare s'havien especialitzat inicialment en l'obtenció de rosers arbustius per a jardins petits. La planta es registrà amb el nom de cultivar 'KORbin' per Kordes el 1958 i la batejà comercialment com a Schneewittchen. Es coneix com a Fée des Neiges a França i com a Iceberg en anglès. És una de les roses més conegudes del món.

## Descripció
Iceberg és una cultivar de rosa modern de floració racemosa (floribunda). Aquesta varietat es pot trobar comercialment en dues formes principals: arbustiva i en arbret creades per empelt. També existeixen varietats en desmai i enfiladisses. Les formes arbustives tenen un hàbit vertical i fan entre 75 i 150 cm d'alçada i uns 60 cm d'amplada. Les fulles són de color verd clar i brillants. Les flors són d'uns 5 cm de diàmetre i estan formades per 25 a 35 pètals. Les poncelles són llargues i afusades. Les flors, oloroses, apareixen durant tot l'any.

## Llinatge
Iceberg és un creuament de les varietats 'Robin Hood', un roser almesc híbrid de flor vermella, creada per Joseph Pemberton el 1927 a Anglaterra, i 'Virgo', un híbrid de te blanc creat a França per Charles Mallerin el 1927.
Gràcies a les seves bones qualitats, Iceberg ha estat usada com a proginetor de moltes roses angleses obtingudes per David Austin i d'altres hibridadors: 1983 – 'Graham Thomas' i 'Perdita'; 1984 – 'Belle Story', 'Dove' i 'Heritage'; 1985 – 'Emanuel'; 1986 – 'Claire Rose', 'English Garden' i 'Swan'.
També s'han desenvolupat alguns sports d'iceberg:
- 'Blushing Pink Iceberg' - Originat en un jardí de Tasmània el 1997 amb flors blanques lleugerament rosades.
- 'Brilliant Pink Iceberg' - Una varietat rosa intens del mateix jardí a Tasmània.
- 'Burgundy Iceberg' - un sport de 'Brilliant Pink Iceberg' que produeix abundants flors de color borgonya.
- 'Climbing Iceberg'- una varietat enfiladissa creada per Cants of Colchester a Anglaterra el 1968.[4][5][7]

## Premis i distincions
Iceberg ha rebut diversos mèrits i distincions:
- La medalla d'or de la Royal National Rose Society Gold Medal (1958).[8]
- Rosa favorita del món per la Federació Mundial de Societats de la Rosa i inclosa al seu "Rose Hall of Fame" (1983).[9]

També s'han imprès segells que il·lustren aquest roser: a Romania el 1970 i a Nova Zelanda el 1975.

## Cultiu
Tot i que les plantes normalment no emmalalteixen poden contraure taca negra en climes humits o en indrets amb circulació d'aire limitada. Toleren l'ombra però es desenvolupen millor en condicions de sol total. A Nord-amèrica poden créixer en les zones 4b i superiors de l'escala zones de duresa climàtica de la USDA. A Austràlia, les plantes són adequades per a tot el territori excepte les zones tropicals del nord. La resistència i popularitat d'aquesta varietat ha provocat que s'estengués i fos cultivada per tot el món, provocant alguns comentaris que s'ha "sobreutilitzat" com a planta de jardí.
Les flors poden utilitzar-se com a flor tallada. Tant l'arbust com l'arbret empeltat poden cultivar-se en contenidors grans.